# Pic du Malrif
Pic du Malrif – góra w Alpach Kotyjskich, w regionie Queyras, położona na granicy Francji i Włoch. Ma wysokość 2906 metrów.

## Dostęp do Pic du Malrif
Szczyt Pic du Malrif można bez problemu zdobyć rowerem górskim, cała trasa oznaczona jest specjalnymi znakami. W Weekend można spotkać wielu turystów, wędrujących szlakiem.